# Lucy DeVito
Lucy Chet DeVito (Los Angeles, 11 marzo 1983) è un'attrice statunitense di origini italiane e ebraiche, nota principalmente per i ruoli ricorrenti nella serie ABC Family Melissa & Joey e nella sitcom Hulu Deadbeat nonché per aver doppiato la protagonista della commedia animata FXX Little Demon e per essere una dei componenti della compagnia teatrale newyorkese Ensemble Studio Theatre.

## Biografia

### Primi anni
Nata a Los Angeles, California, figlia primogenita degli attori Danny DeVito e Rhea Perlman, Lucy è cresciuta a New York assieme ai fratelli minori Grace e Jacob. Nel corso degli anni ha maturato un forte interesse verso la professione dei genitori tanto che, al liceo, ha preso parte alla rappresentazione teatrale di For Whom the Southern Belle Tolls di Christopher Durang.
Successivamente ha frequentato l'Università Brown, conseguendo una laurea in arti drammatiche e, l'ultimo anno, mettendo in scena The Glory of Living di Rebecca Gilman.

### Carriera
Nel 2007 ottiene il ruolo di protagonista nello spettacolo Lucy, dell'Ensemble Studio Theater, mentre, l'anno successivo, ha vestito i panni di Anna Frank in una rappresentazione biografica dell'Intiman Theater di Seattle. Nel 2009 ha invece partecipato alla rappresentazione del Huntington Theatre di The Miracle at Naples.
Dopo due apparizioni non accreditate nei film This Revolution e The Good Night, ed un debutto televisivo nella sitcom Crumbs, Lucy esordisce al cinema nella pellicola di Randall Miller Nobel Son - Un colpo da Nobel. Successivamente compare nel ruolo ricorrente di Jenny la cameriera in tre episodi di C'è sempre il sole a Philadelphia ed interpreta Anne Greenstein nella commedia Fratelli in erba, al fianco di Edward Norton; parallelamente si è esibita al fianco della madre nel musical off-Broadway Love, Loss, and What I Wore di Nora and Delia Ephron, andato in scena al Westside Theatre.
Dal 2010 al 2012, dopo essere apparsa in vari film TV e serie televisive, ottiene il ruolo di Stephanie Krause nello show ABC Family Dirt. L'8 ottobre 2013 viene annunciato il suo ingresso nel cast regolare della serie Hulu Deadbeat, dove rimane per due stagioni.
Nel 2016 ha vestitio i panni della figlia del personaggio interpretato da suo padre nel film di Taylor Hackford The Comedian, ha interpretato Annelle Dupuy-Desoto nella rappresentazione di Fiori d'acciaio diretta da Marsha Mason al Bucks County Playhouse di New Hope, Pennsylvania, al fianco di Patricia Richardson, Elaine Hendrix, Jessica Walter e Susan Sullivan. Il 9 giugno 2016 Lo spettacolo diventa la produzione di maggior successo nella storia della Playhouse.
Nel 2017 interpreta Elanor nella commedia romantica Hot Mess.

## Vita privata
Il 23 aprile 2024 ha annunciato su Instagram di essere incinta e, a luglio dello stesso anno, dà alla luce il suo primo figlio, Carmine.

## Filmografia

### Attrice

#### Cinema
- This Revolution, regia di Stephen Marshall (2005) - non accreditata
- The Good Night, regia di Jake Paltrow (2007) - non accreditata
- Nobel Son - Un colpo da Nobel (Nobel Son), regia di Randall Miller (2007)
- Just Add Water, regia di Hart Bochner (2008)
- A Quiet Little Marriage, regia di Mo Perkins (2008)
- Wynnwood Lane, regia di Thomas Payton - cortometraggio (2008)
- Fratelli in erba (Leaves of Grass), regia di Tim Blake Nelson (2009)
- Speed Grieving, regia di Jessica Daniels - cortometraggio (2009)
- Beware the Gonzo, regia di Bryan Goluboff (2010)
- Moving Sale, regia di Casey Suchan - cortometraggio (2011)
- Guess Whom, regia di Jason Sax - cortometraggio (2011)
- Sleepwalk with Me, regia di Mike Birbiglia (2012)
- Syrup, regia di Aram Rappaport (2013)
- How to Succeed at Birth, regia di Aaron Behl (2013)
- La promessa di Babbo Natale (Santa Con), regia di Melissa Joan Hart (2014)
- If I Could Tell You, regia di Benjamin Clyde e Robert E. Clyde - cortometraggio (2015)
- Curmudgeons, regia di Danny DeVito - cortometraggio (2016)
- The Comedian, regia di Taylor Hackford (2016)
- Un Natale da Cenerentola (A Cinderella Christmas), regia di T.Musk (2016)
- Speech & Debate, regia di Dan Harris (2017)
- Copia originale (Can You Ever Forgive Me?), regia di Marielle Heller (2018)
- Rich Boy, Rich Girl, regia di Judy San Roman e Andrew Damon Henriques (2018)
- Dumbo, regia di Tim Burton (2019)
- Cubby, regia di Mark Blane e Ben Mankoff (2019)
- Jumanji: The Next Level, regia di Jake Kasdan (2019)
- Marvelous and the Black Hole, regia di Kate Tsang (2021)
- Blonde, regia di Andrew Dominik (2022)
- Menorah in the Middle, regia di Jordan Kessler (2022)
- He Watches, regia di Joshua Conkel - cortometraggio (2022)
- The Secret Art of Human Flight, regia di H.P. Mendoza (2023)
- La lista (The List), regia di Melissa Miller Costanzo (2023)
- Ops! È già Natale (A Sudden Case of Christmas), regia di Peter Chelsom (2024)
- It's Not Real, regia di Tina Carbone - cortometraggio (2024)
- Before You Fade Away Into Nothing, regia di Skinner Myers (2025)

#### Televisione
- Crumbs - serie TV, episodio 1x11 (2006)
- C'è sempre il sole a Philadelphia (It's Always Sunny in Philadelphia ) - serie TV, 3 episodi (2006-2007)
- Dirt - serie TV, episodio 1x12 (2007)
- Melissa & Joey - serie TV, 16 episodi (2010-2012)
- Empires - film TV, regia di Todd Sklar (2011)
- The Share - film TV, regia di Christina Roussos (2012)
- CrimeFighters - serie TV, 2 episodi (2012-2013)
- Deadbeat - serie TV, 14 episodi (2014-2015)
- Alpha House - serie TV, 4 episodi (2014)
- Girls - serie TV, episodio 4x01 (2015)
- Patriettes - film TV, regia di Lara Everly (2016)
- Adults - serie TV, episodio 1x03 (2017)
- La fantastica signora Maisel (The Marvelous Mrs. Maisel) - serie TV, 2 episodi (2018-2019)
- Shameless - serie TV, episodio 9x13 (2019)

### Doppiatrice
- Vroom Vroom - podcast, 6 episodi (2020)
- The Pack Podcast - podcast, 1 episodio (2021)
- Little Demon - serie TV, 10 episodi (2022)

## Doppiatrici italiane
Nelle versioni in italiano delle opere in cui ha recitato, Lucy DeVito è stata doppiata da:
- Chiara Gioncardi: Melissa & Joey, Ops! È già Natale
- Giorgia Locuratolo: Un Natale da Cenerentola
- Letizia Scifoni: Deadbeat
- Lilli Manzini in Blonde

Da doppiatrice è sostituita da:
- Guendalina Ward in Little Demon